# Ulica Zwierzyniecka w Krakowie
Ulica Zwierzyniecka – ulica w Krakowie, w dzielnicy I Stare Miasto, na Nowym Świecie. Łączy I i II obwodnice Krakowa.
Jeszcze w początkach XVII wieku istniały w tej okolicy bagna przez które prowadziła, po grobli, droga do Zwierzyńca. W początkach XIX wieku zaczęto nazywać ją ulicą Zwierzyniecką. W 1842 uporządkowano okolice. Zasypano mokradła, zlikwidowano śmietnisko miejskie oraz skład drewna. Gdy Austriacy tworzyli z Krakowa twierdzę wylot ulicy został zamknięty bramą Śląską. Do roku 1912 ulicę przecinała rzeka Rudawa nad którą prowadził most. Zabudowę ulicy stanowią głównie kamienice czynszowe z końca XIX wieku. Od 1902 biegnie nią linia tramwajowa. Ulicą wiedzie trasa corocznego pochodu Lajkonika. 

## Niektóre budynki
- ul. Zwierzyniecka 1 – Filharmonii Krakowskiej.
- ul. Zwierzyniecka 2 – Hotel Radisson Blu, do lat 70. XX wieku znajdowała się w tym miejscu drukarnia Anczyców.
- ul. Zwierzyniecka 5 – kamienica, 1891.
- ul. Zwierzyniecka 6 – pochodzi z 1891. Do 1938 mieścił się w nim hotel Victoria.
- ul. Zwierzyniecka 7 – kamienica, 1892.
- ul. Zwierzyniecka 8 – kamienica, 1883.
- ul. Zwierzyniecka 9 – kamienica, 1892.
- ul. Zwierzyniecka 10 – została zbudowana w 1873 i jako jedyny budynek przy ulicy Zwierzynieckiej nie została od tej pory przebudowana.
- ul. Zwierzyniecka 11 – kamienica, proj. Beniamin Torbe, 1912.
- ul. Zwierzyniecka 12 – kamienica, proj. Jacek Matusiński, P. Tomaszewski, 1871.
- ul. Zwierzyniecka 14 – kamienica, proj. Antoni Dostal, 1930.
- ul. Zwierzyniecka 15 – kamienica, proj. Adolf Szyszko-Bohusz, 1912.
- ul. Zwierzyniecka 17 – kamienica, proj. Jozue Oberleder, 1913.
- ul. Zwierzyniecka 24 – istniała na tym miejscu hala sportowa WKS Wawel, która została zburzona w początkach XXI wieku a na jej miejscu deweloper zbudował blokowisko.
- ul. Zwierzyniecka 29 – kamienica czynszowa z 1871, przebudowana na hotel.
- ul. Zwierzyniecka 31 (pl. Kossaka 1) – Kamienica czynszowa, obecnie hotel proj. Alfred Düntuch i Stefan Landsberger, 1931
- ul. Zwierzyniecka 34 – pochodzi z około 1892, (proj. Beniamim Torbe).
- ul. Zwierzyniecka 33-37 (al. Z. Krasińskiego 1) – dom handlowy „Jubilat”. W miejscu tym jeszcze w latach trzydziestych XX w. stał dworek „Pod Pawiem”. Budowla ta została wzniesiona prawdopodobnie w 1819, chociaż niektóre źródła sugerują, że powstała nieco później. Jej budowniczym był podobno Ignacy Hercok. Dworek zbudowano w stylu klasycystycznym. Był budynkiem parterowym z łamanym polskim dachem, krytym gontem i z facjatką ozdobioną w szczytowej części płaskorzeźbami pawia – stąd nazwa dworku – i Oka Opatrzności. Dom otaczał niewielki ogród, który wąskim pasem przebiegał również od strony ul. Zwierzynieckiej. Posesja ogrodzona była drewnianym płotem z szeroką furtką wejściową. Obiekt ten utrwalono na wielu fotografiach dawnego Krakowa[1].

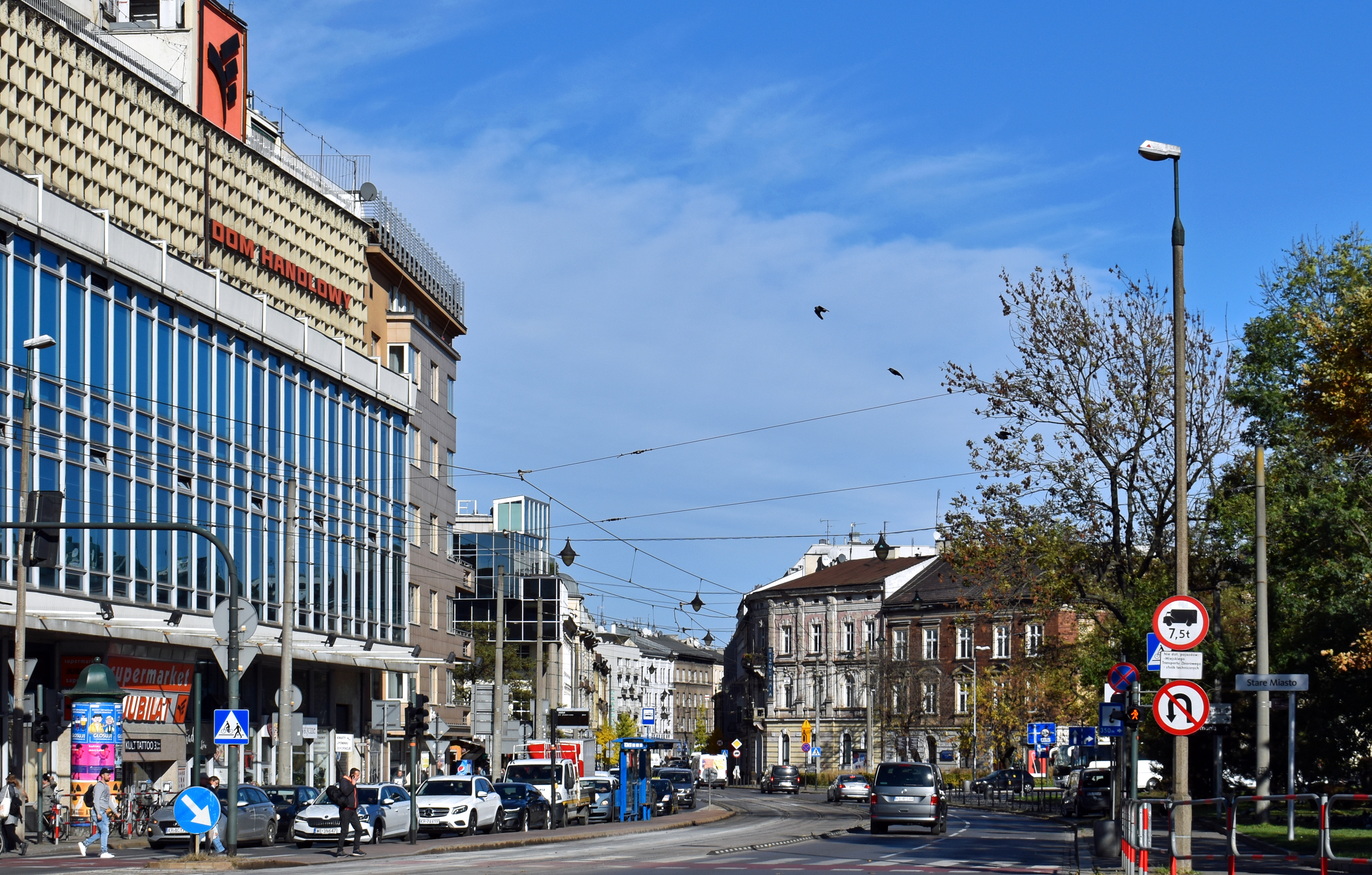
Widok z zachodu, z al. Krasińskiego
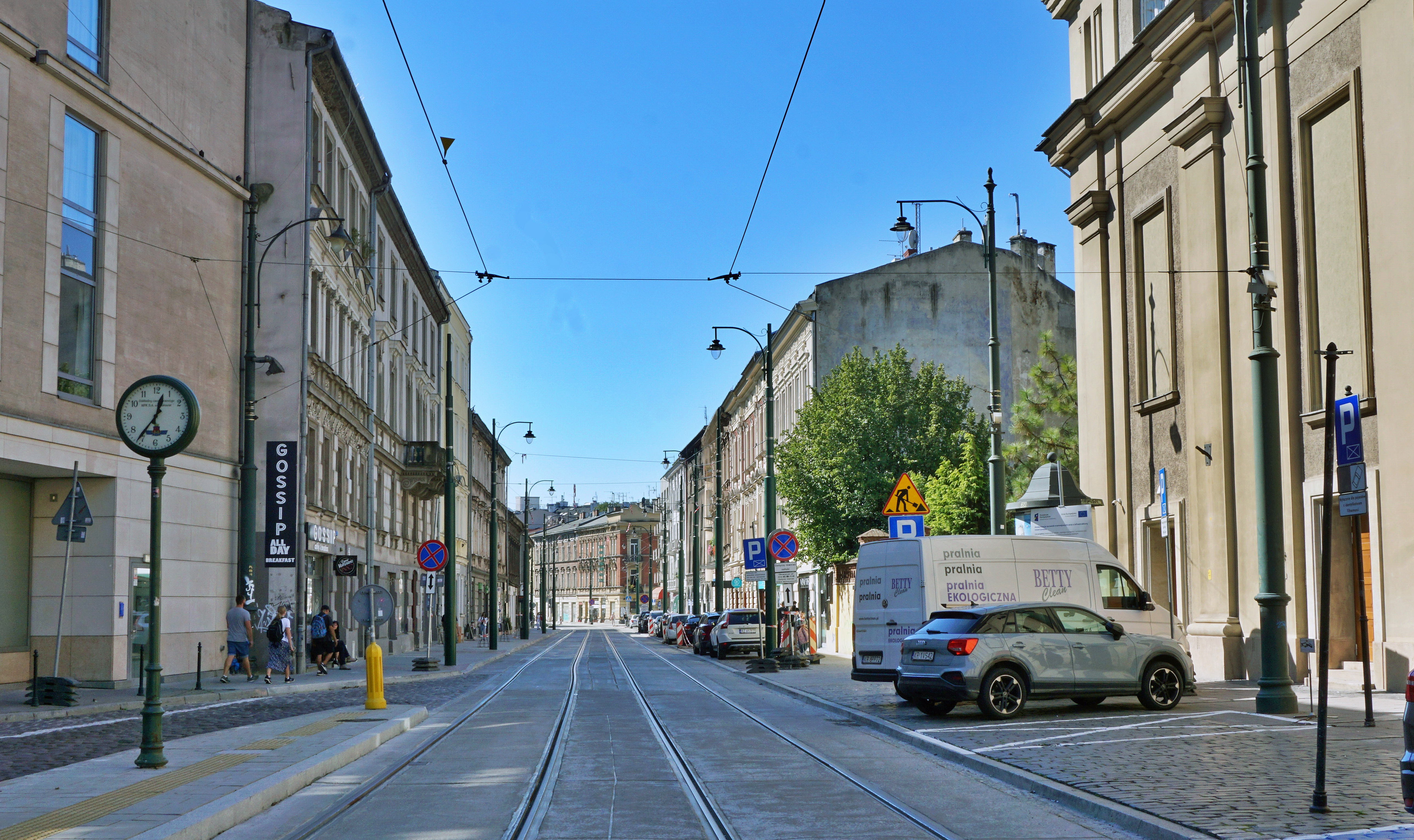
Widok na zachód (2024)
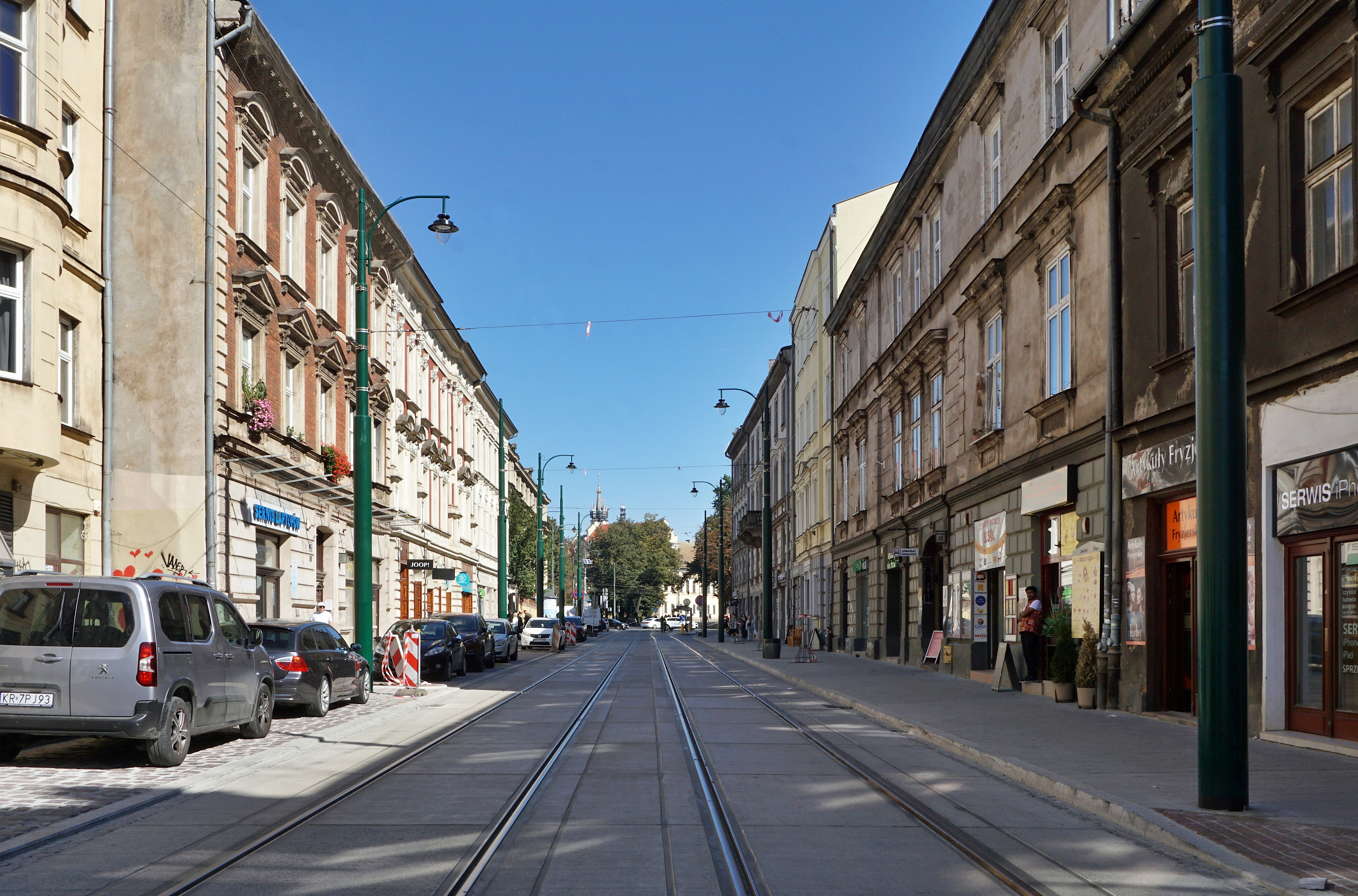
Widok na wschód
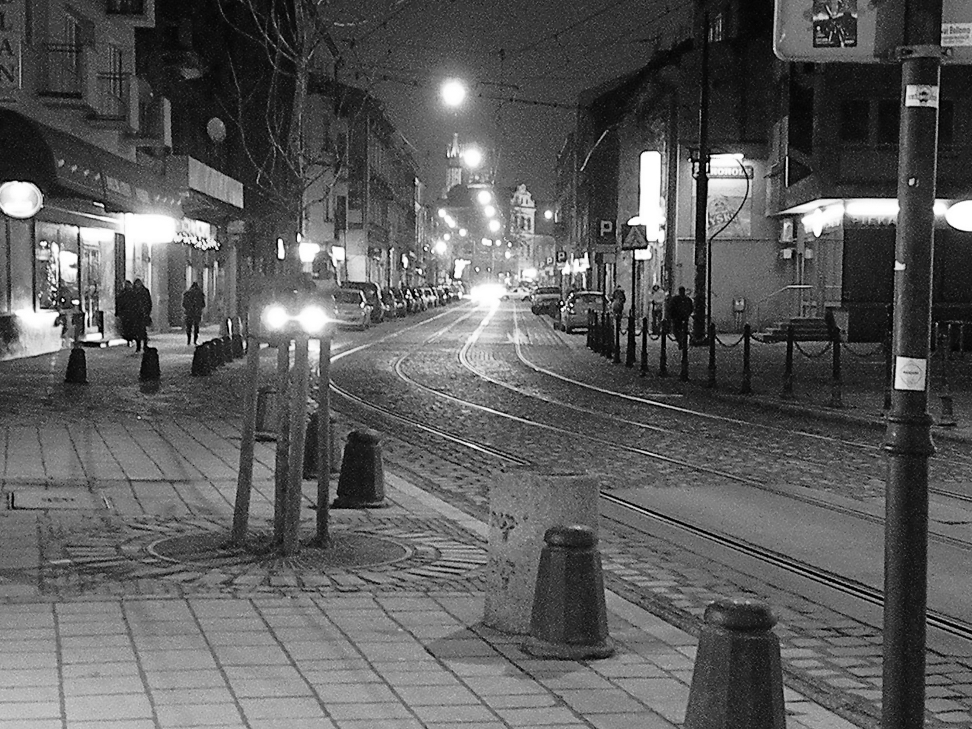
Ulica Zwierzyniecka w nocy

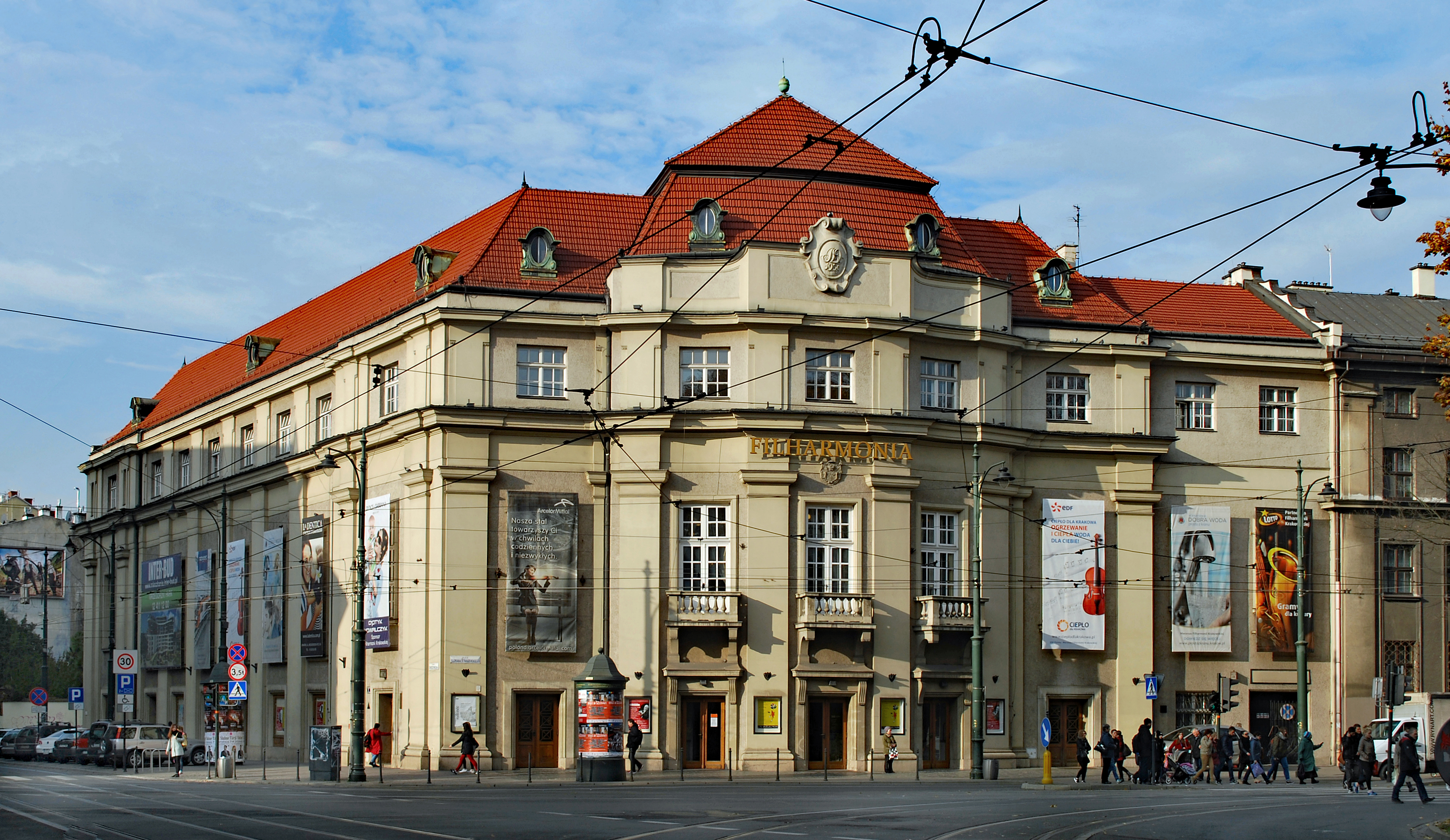
ul. Zwierzyniecka 1 Filharmonia Krakowska
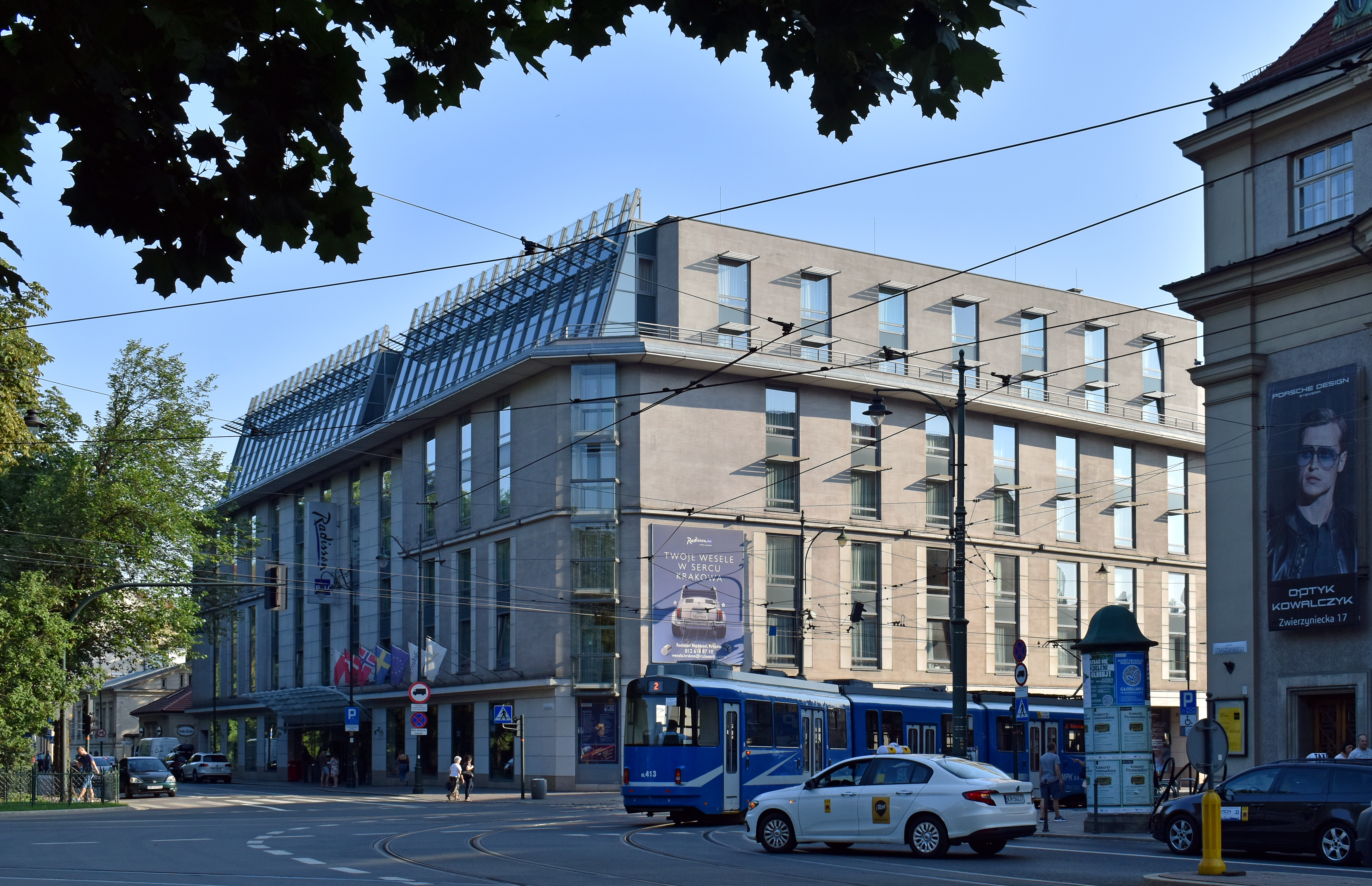
ul. Zwierzyniecka 2 Hotel Radisson Blu
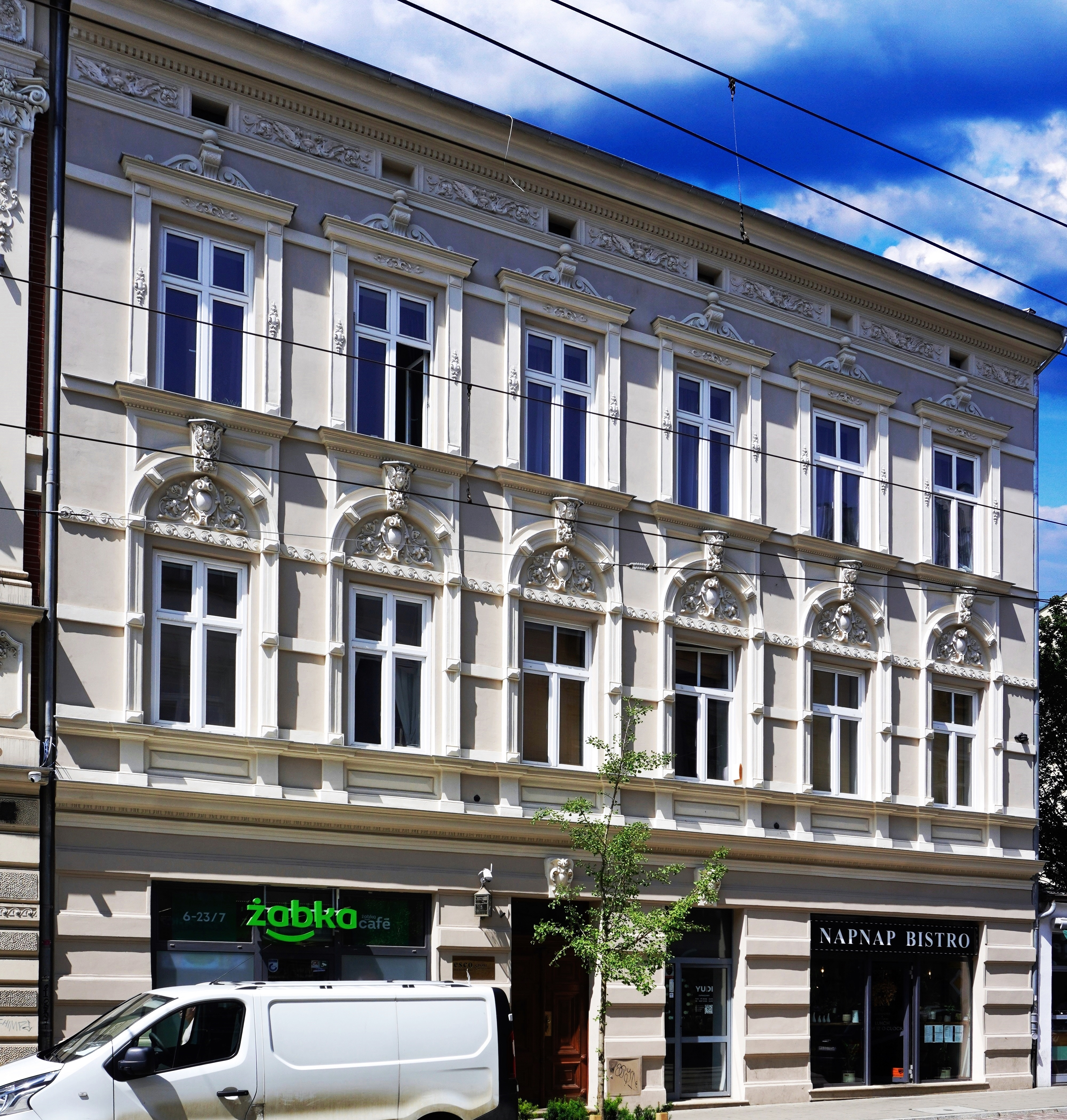
ul. Zwierzyniecka 5 Kamienica (1891)
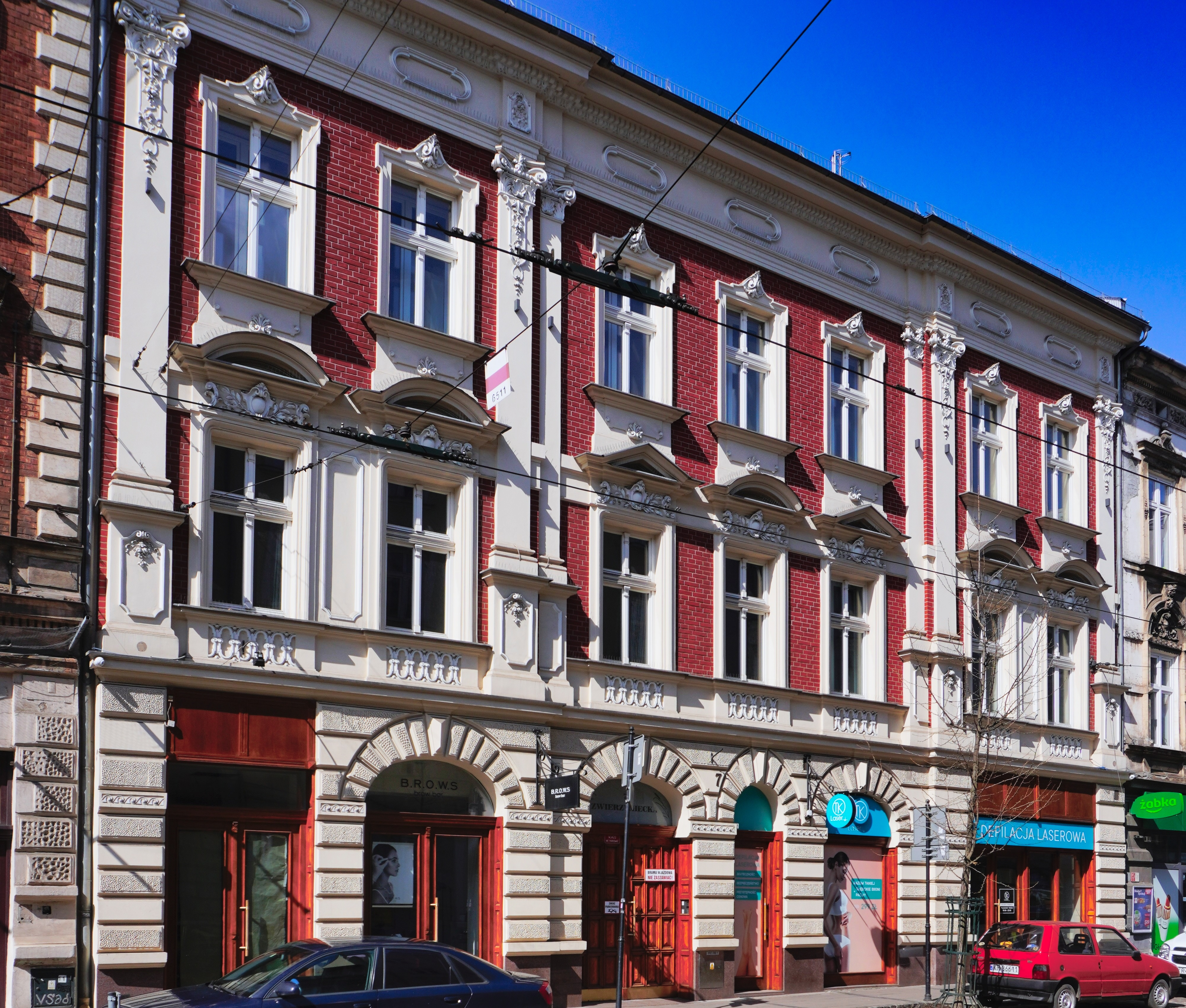
ul. Zwierzyniecka 7 Kamienica (proj. Beniamin Torbe (?), 1892)
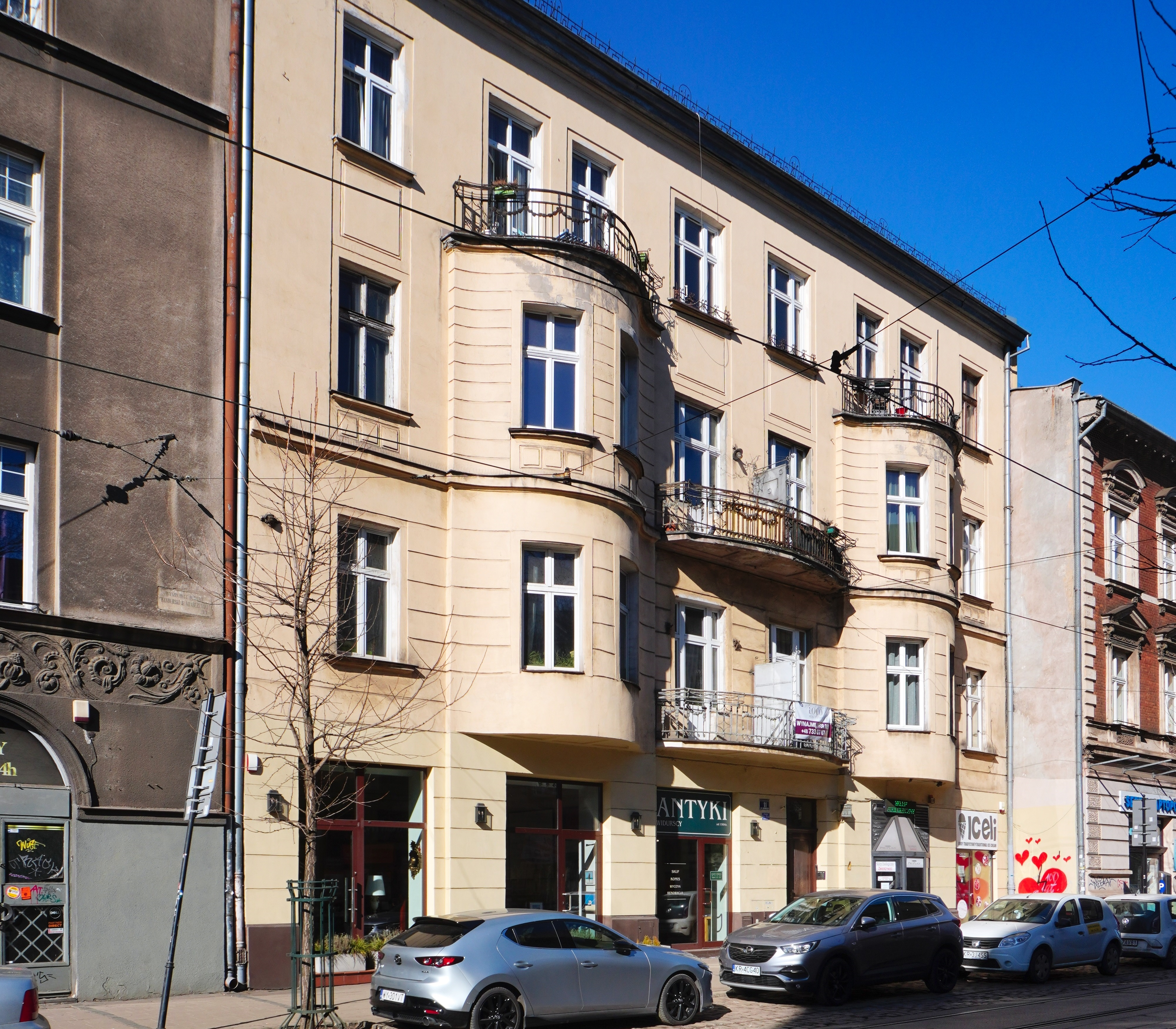
ul. Zwierzyniecka 11 Kamienica (1912)
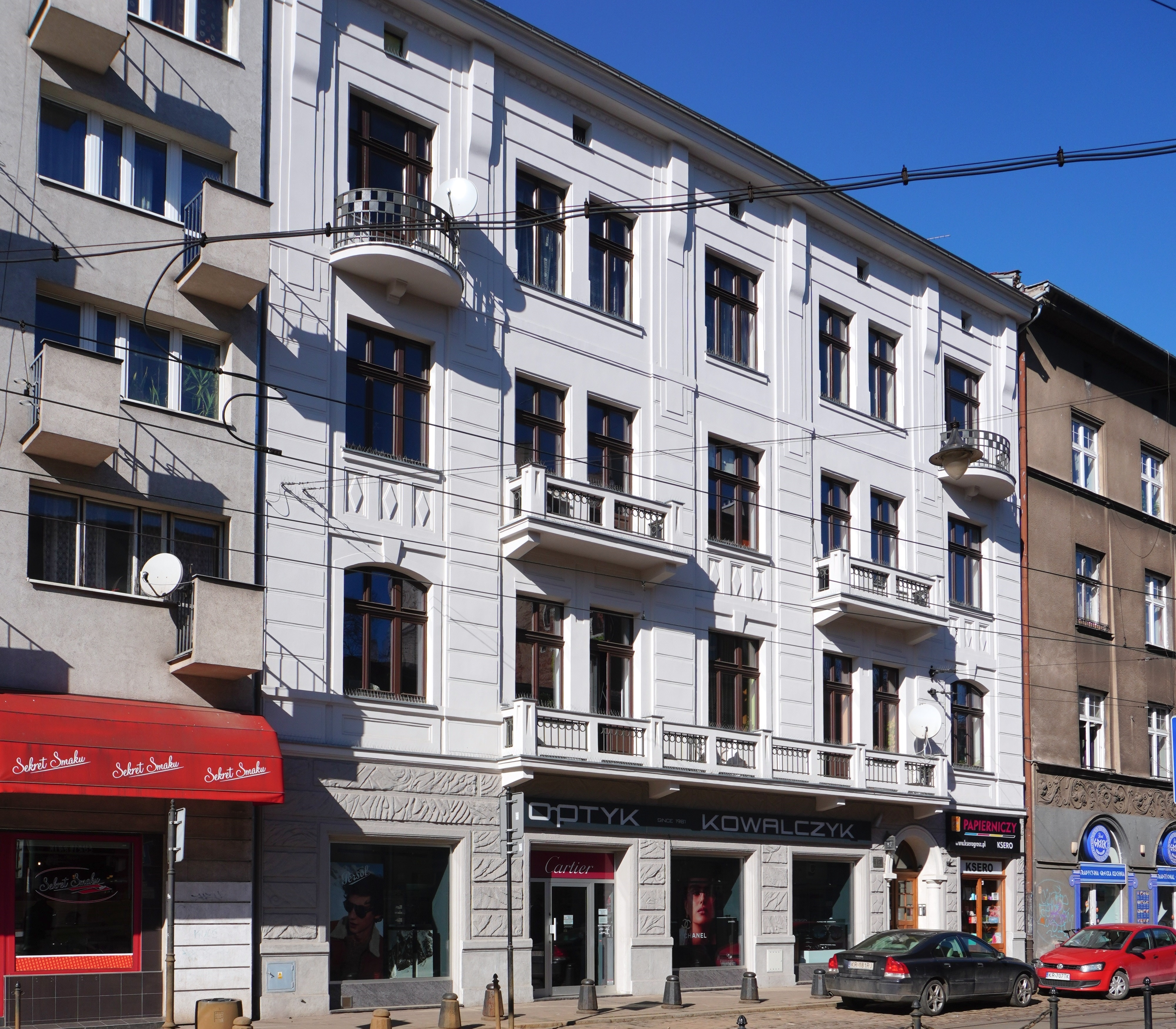
ul. Zwierzyniecka 17 Kamienica (proj. Jozue Oberleder, 1913, przebudowa Franciszek Mączyński, 1928)
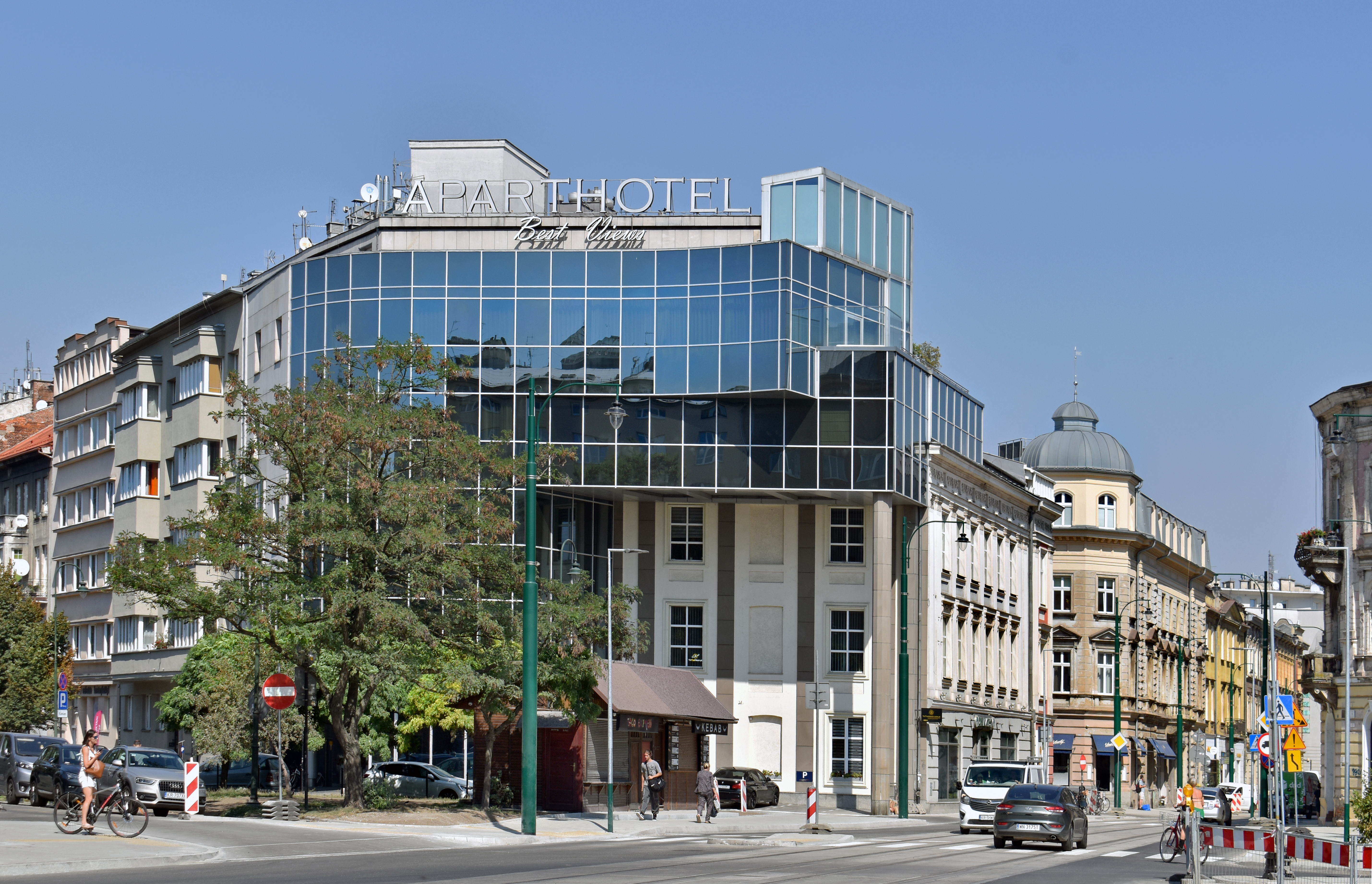
ul. Zwierzyniecka 29 Kamienica, obecnie hotel (1871)
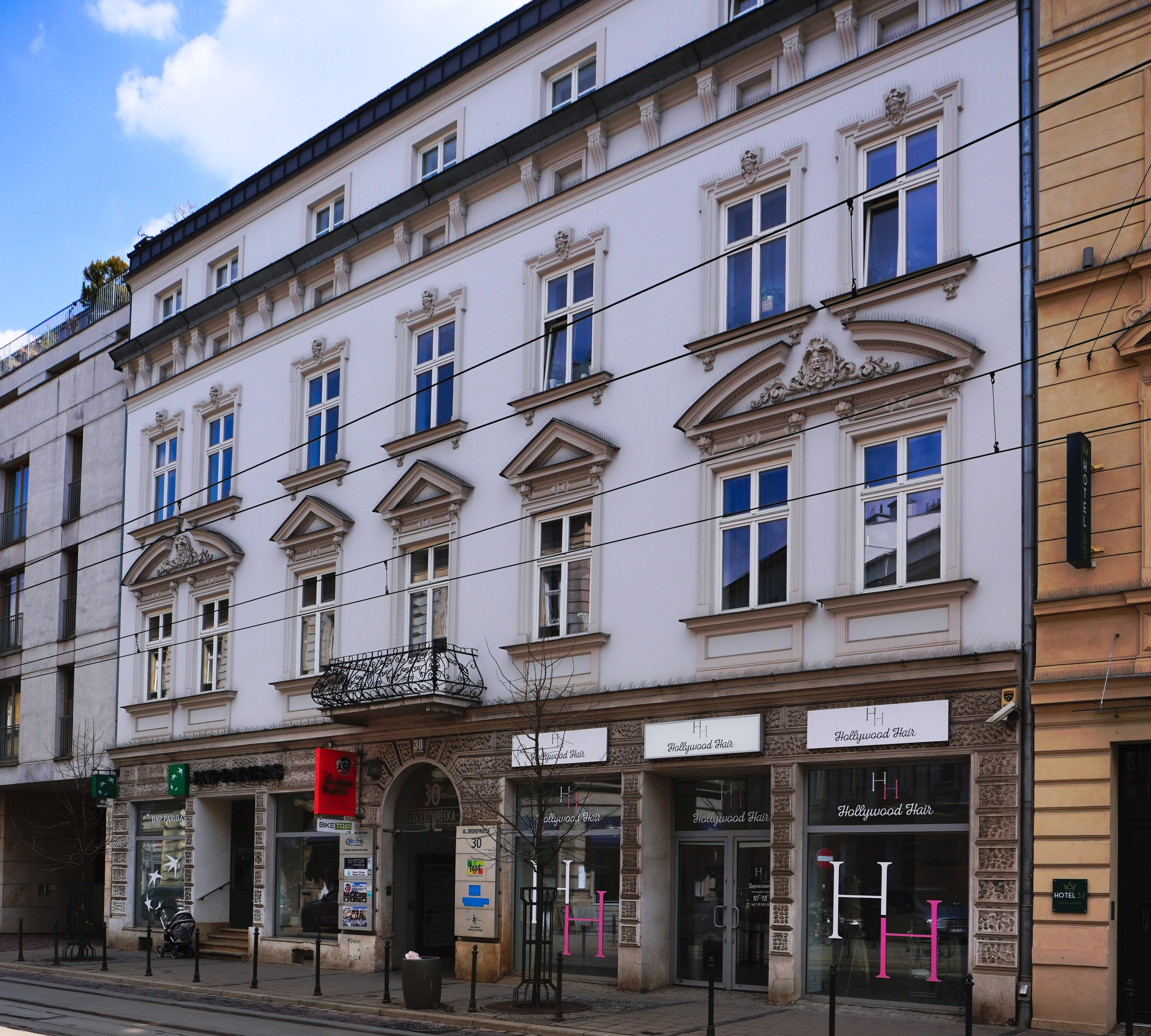
ul. Zwierzyniecka 30 Kamienica (1893)
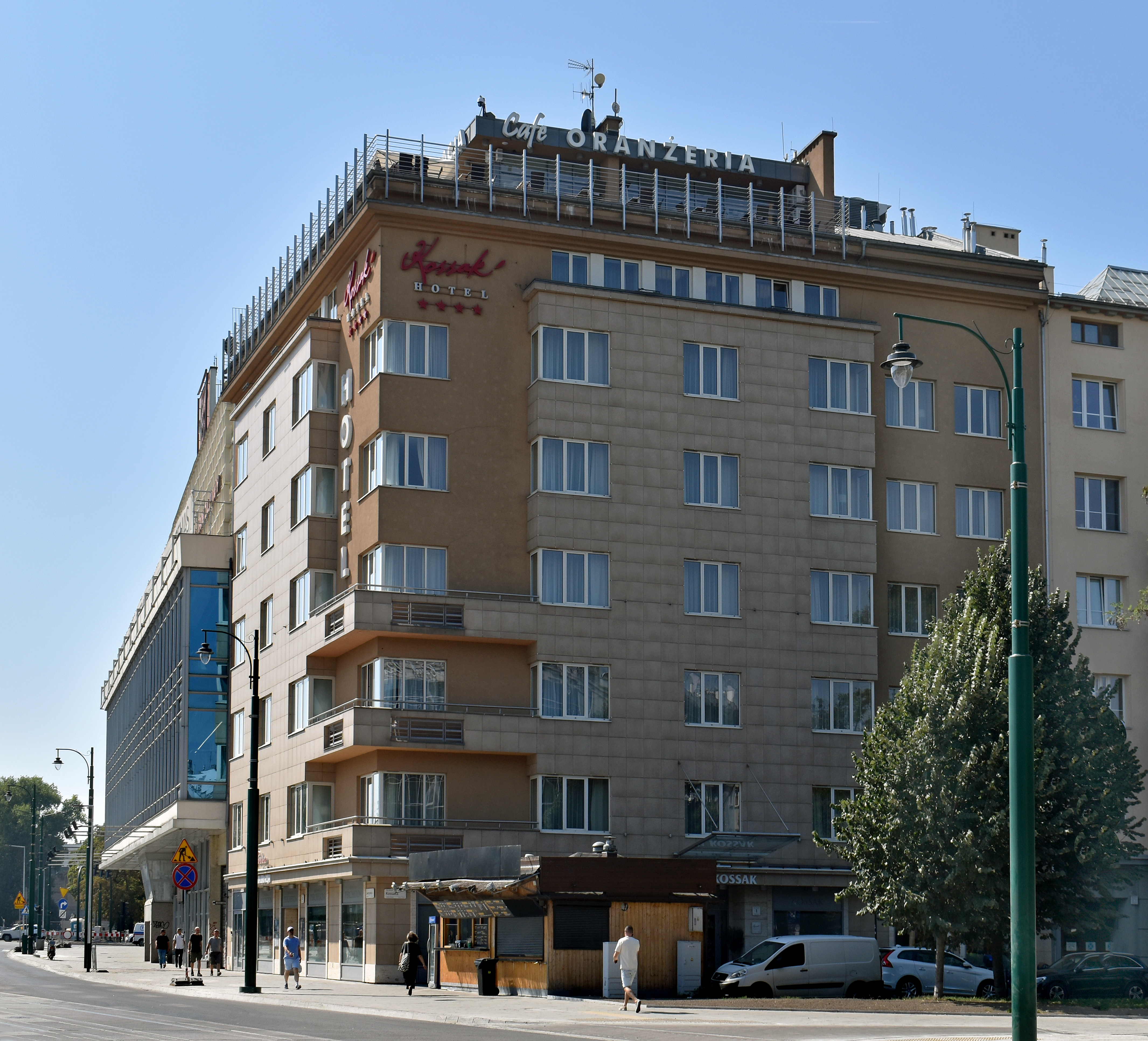
ul. Zwierzyniecka 31 (pl. Kossaka 1) Kamienica czynszowa (proj. Alfred Düntuch i Stefan Landsberger, 1931)
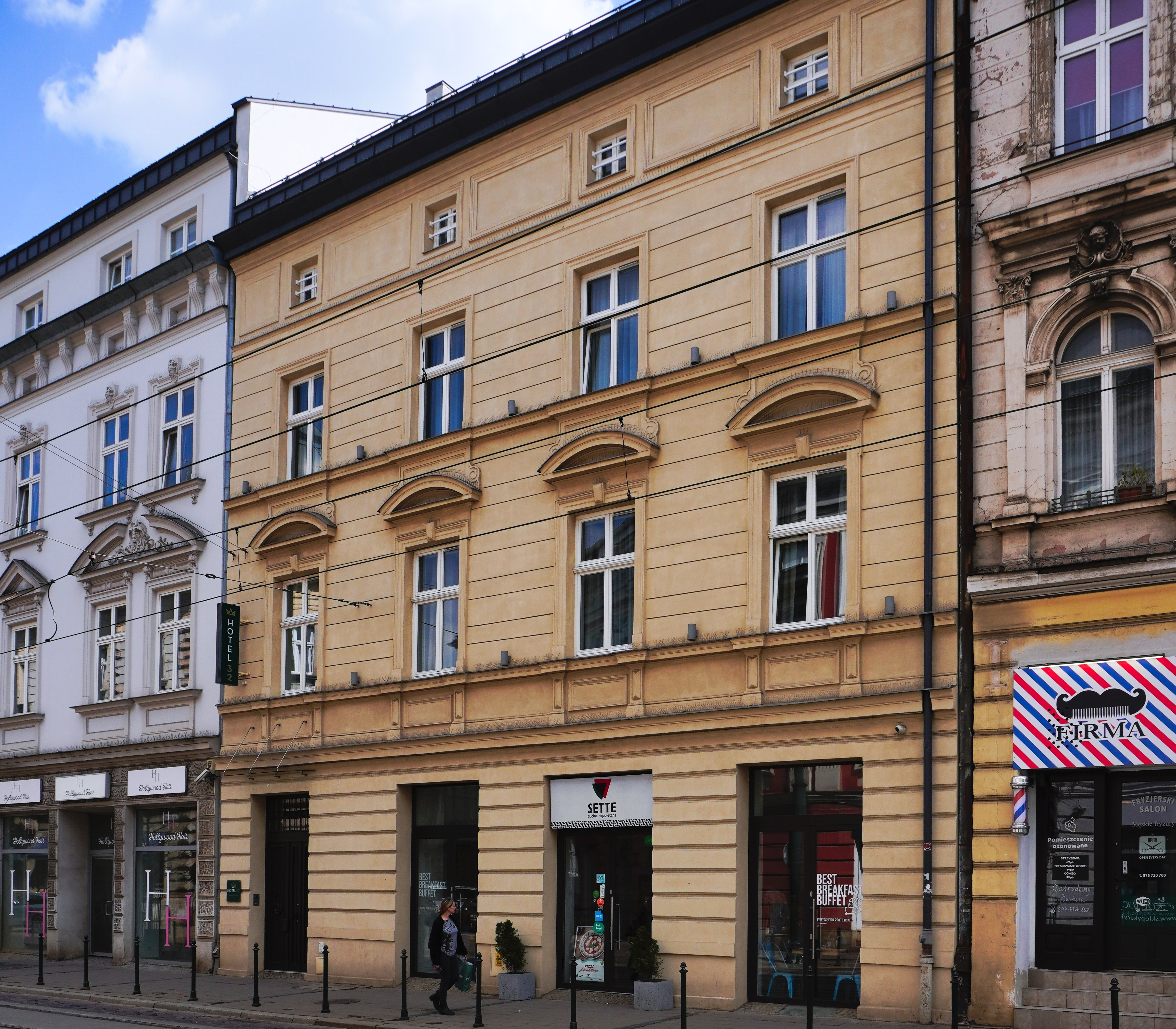
ul. Zwierzyniecka 32 Kamienica (1886)
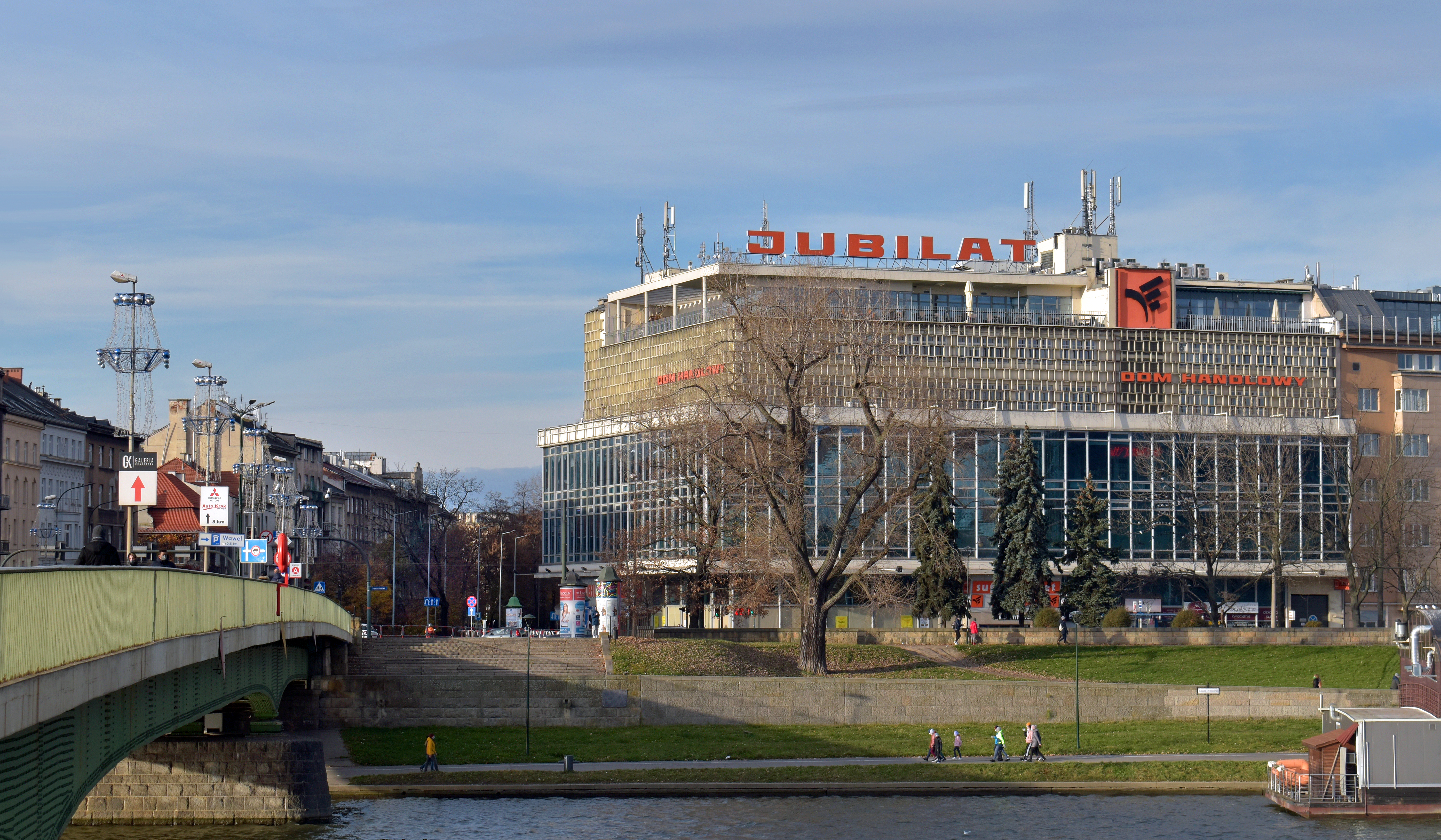
ul. Zwierzyniecka 33-37 Dom Handlowy „Jubilat”
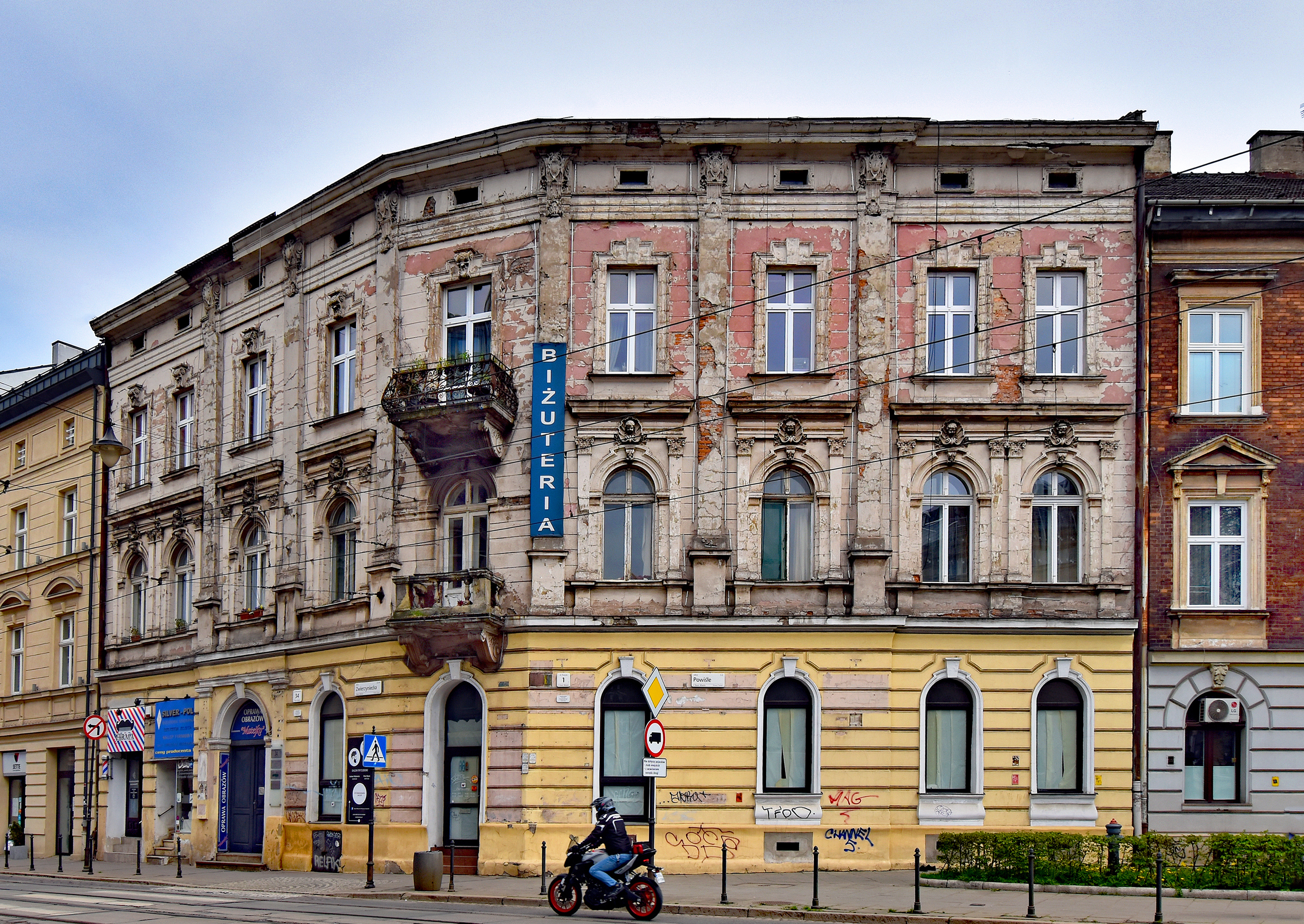
ul. Zwierzyniecka 34 (ul. Powiśle 1) Kamienica (proj. Beniamin Torbe, 1892)